# Atholus viennai
Atholus viennai är en skalbaggsart som beskrevs av Secq 2000. Atholus viennai ingår i släktet Atholus och familjen stumpbaggar. Inga underarter finns listade i Catalogue of Life.